# Almirante Tamandaré do Sul
Almirante Tamandaré do Sul es un municipio brasileño del estado de Río Grande del Sur.

## Geografía
Su población estimada en 2010 era de 2.067 habitantes. 